# Corinthians da Vila Nova Esperança
Corinthians da Vila Nova Esperança é uma escola de samba de Bauru, São Paulo.
Em 2010, foi a terceira escola a desfilar, por volta das 3 horas da manhã, na volta do carnaval ao Sambódromo Municipal de Bauru.